# 손이양

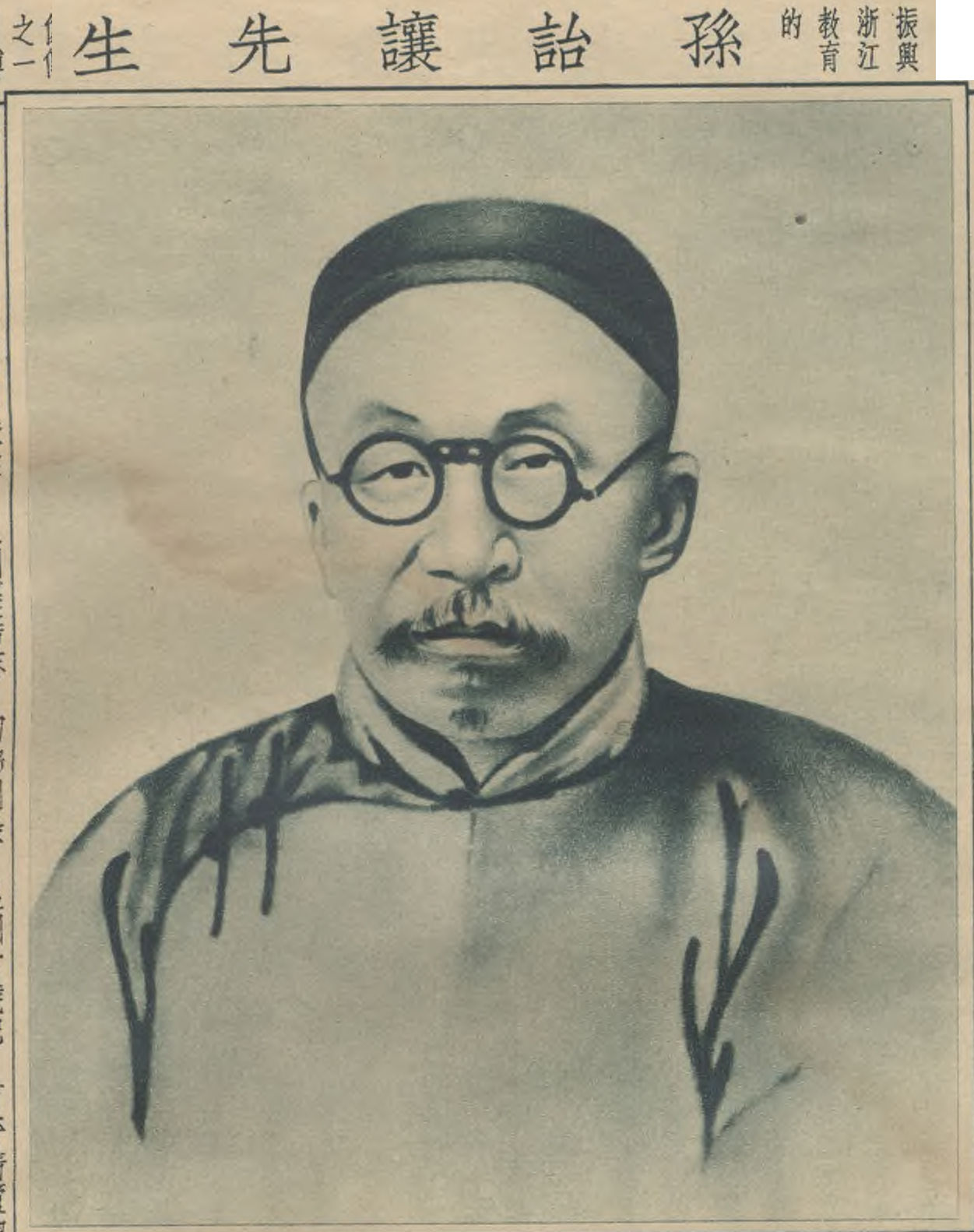

손이양(중국어 간체자: 孙诒让, 정체자: 孫詒譲, 병음: Sūn Yíràng: 1848년 - 1908년)은 청나라의 고증학자다. 자는 중용(仲容). 호는 주겅(籀廎). 절강성 온주부 서안현 출신. 경학의 최후 집대성인 『주례정의』를 집필했다.